# آرنفین هیشه
آرنفین هیشه (انگلیسی: Arnfinn Heje; ۲۶ اکتبر ۱۸۷۷ – ۲۹ ژانویهٔ ۱۹۵۸) قایقران قایق بادبانی اهل نروژ بود.